# 大里倒栽榕
24°05′47″N 120°40′38″E / 24.096386°N 120.677126°E
大里倒栽榕，是位於臺灣臺中市大里區大里杙老街的榕樹，傳說是為了當地興盛而特意以倒栽方式種植。

## 傳說
大里杙老街的範圍是從大新福德祠舊址經大里杙福興宮，再往南到街尾的大里倒栽榕。乾隆年間，大里杙因有河港之便，從碼頭至大里杙福興宮的大里杙老街百餘公尺商家雲集。到光緒年間，相傳因大里杙已逐漸沒落，風水師建議種植倒栽榕，以把大里杙的地氣翻轉來恢復盛況。大里調解委員會主任委員梁水龍表示，當地富甲為確保大里杙繁榮，便僱一名單身漢在大里老街尾土墩旁種植一棵倒栽榕，不久該單身漢就去世，被地方人士咸認他違背天理。
傳統民俗有「種榕樹祭溪」的習俗，就是商請當地的老單身漢或老年人在河畔以倒栽方式種榕樹，認為可使榕樹叉枝眾多來防水災。八七水災時，當地人認為大里杙老街沒有淹水除地勢較高外，和此倒栽榕保護當地風水未受破壞有密切關係。八七水災也造成河川改道，大里杙碼頭也退出歷史。

## 保育
2000年10月19日，大里市市長簡肇棟表示，大里有十多棵百年老樹，公所將和樹石協會共同尋找老樹並編訂成冊。由於大里倒栽榕所在即是昔日碼頭的所在地，為碩果僅存可見証歷史的遺址，加上樹齡悠久，遂被列入台中市受保護樹木。
2003年，大里公所為整治老街，以新臺幣140餘萬元價購大里倒栽榕土地，再計畫花200萬元做綠美化等工程。2019年1月25日，因倒栽榕枝幹疑似罹患病蟲害，市議員張滄沂邀集農業局、區公所及植物專家會診。2021年1月29日中午，大里倒栽榕被一台倒車的混凝土車撞斷四株分叉樹幹其中一株。